# Marduk-ahhe-eriba
Marduk-aḫḫē-erība («Marduk ha sustituido a sus hermanos para mí»), ca. 1046 BC, gobernó como 9.º rey de la II Dinastía de Isin y IV dinastía de Babilonia, pero solo durante seis meses. De acuerdo con la Lista sincrónica, fue contemporáneo del rey de Asiria,  Aššur-bêl-kala.
La única fuente contemporánea sobre este rey es un kudurru, en una colección privada de Estambul, que registra una concesión de tierras a un cierto Kudurrâ, un “Ḫabiru” y sirviente del rey, en una región del norte de Babilonia, llamada Bīt-Piri’-Amurru.